# Justas Tamulis
Justas Tamulis (Kėdainiai, 12 luglio 1994) è un cestista lituano.

## Carriera
Con la Lituania ha disputato le Universiadi di Taipei 2017.